# Praia do Abricó (Conceição da Barra)
A Praia do Abricó é uma praia do município de Conceição da Barra, estado do Espírito Santo. Localiza-se após a base do Projeto Tamar, no limite entre os municípios de São Mateus e Conceição da Barra. É muito procurada para a pratica esportes e pesca .
O nome da praia se deve a um abricozeiro ainda existente às margens da estrada (ES 010), que liga Guriri à foz do Rio S. Mateus (Cricaré) ao sul (e do outro lado) da sede do município de Conceição da Barra. O nome foi dado por pescadores amadores que desbravaram a região quando a estrada era apenas areia, citando o  Horaldo Lyrio, Evandro (sic), Orestes Bigossi Filho, Nivaldo Tonete Camporez, Paulo Nunes de Mattos, entre outros.
Praia do Abricó